# Becky G
Becky G, właśc. Rebbeca Marie Gomez (ur. 2 marca 1997) – amerykańska piosenkarka, autorka tekstów, raperka oraz aktorka. Zajmuje się muzyką pop – rap i latynoską. Zdobyła uznanie w 2011 roku, gdy opublikowała na YouTube video z coverami popularnych w tym czasie piosenek. W 2014 roku jej singiel Shower uplasował się na 16. miejscu listy Billboard Hot 100.

## Młodość
Gomez urodziła się i wychowała w Inglewood w Kalifornii, ale swoje wczesne dzieciństwo spędziła w Moreno Valley ze swoją rodziną. Problemy finansowe zmusiły jej rodzinę do sprzedania domu i przeprowadzenia się do garażu swoich dziadków w Inglewood, gdy miała 9 lat. Gomez chcąc pomóc swojej rodzinie, podjęła tymczasową pracę polegającą na podkładaniu głosu i graniu w reklamach.

## Kariera

### 2011–13: YouTube iPlay It Again
Począwszy od roku 2011, Gomez zaczęła publikować teledyski na YouTube do coverów takich jak Take Care, Novocane i Boyfrieend. Te piosenki miały znaleźć się na mixtape, który miał się nazywać „itsbeckygomez”, lecz nigdy nie miał swojej premiery. Cover piosenki Otis Kanye West i Jay-Z zwrócił uwagę producenta Dr. Luke, który podpisał kontrakt z Becky.
W 2012 roku Gomez gościnnie zaśpiewała w piosence Wish You Were here Cody Simpson, Oath Cher Lloyd, i nagrała remix piosenki Die Young Keshy z Juicy J i Wiz Khalifa. Gomez nagrała z Will.iamem piosenkę Monster dla Sony Pictures Animation i Columbia Pictures do filmu Hotel Transylwania.
6 maja 2013 roku, Becky opublikowała w sieci teledysk do piosenki Play It Again, który był pierwszym singlem z jej debiutanckiej EPki o tym samym tytule, której premiera przypadła na 16 czerwca tego samego roku. Drugi singiel zatytułowany był Can’t Get Enough i nagrany został z gościnnym udziałem Pitbulla.
Gomez została ambasadorką COVERGIRL w czerwcu 2014 roku.

### 2014– debiutancki album
23 kwietnia 2014 roku Becky zaprezentowała swój pierwszy singiel z nadchodzącego albumu, zatytułowany Shower. Ostatecznie piosenka uplasowała się na 16. miejscu listy Billboard Hot 100. Drugi singiel Can’t Stop Dancin’, ukazał się 4 listopada tego samego roku i na tej samej liście zajął 88. miejsce.
2 kwietnia 2015 roku Becky wypuściła do Internetu swój trzeci singiel z albumu, Lovin' So Hard. Singiel swoją premierę miał podczas gali Radio Disney Music Awards.
W maju 2015 roku ogłoszone zostało, że Becky wraz z J Balvin wystąpi podczas trasy La Familia Tour.
20 maja 2015 roku, Billboard Magazine potwierdził, że Becky G wystąpi w hołdzie Jenni Rivera (która zmarła w katastrofie lotniczej w grudniu 2012), na koncercie Jenni Vive.
26 czerwca 2015 roku Becky zadebiutowała z piosenką zatytułowaną We Are Mexico w solidarności ze społecznością hiszpańską, w odpowiedzi na kontrowersyjne uwagi Donalda Trumpa na temat imigracji z Meksyku.
W 2021 roku współpracowała z Christiną Aguilerą przy singlu „Pa mis muchachas” (z gościnnym udziałem Nathy Peluso i Nicki Nicole).

## Filmografia
| Rok   | Tytuł                           | Rola                | Uwagi                                                                           |
| ----- | ------------------------------- | ------------------- | ------------------------------------------------------------------------------- |
| 2008  | El Tux                          | Claudia Gómez       | Film krótkometrażowy                                                            |
| 2008  | La estación de la Calle Olvera  | Nina                | Film telewizyjny                                                                |
| 2014  | Mahomie Madness                 | Ona sama            | Odcinek: „Austin Mahone Shows His Tour Bus and Hangs with Becky G” (odcinek 33) |
| 2014  | Teens Wanna Know                | Ona sama            | Odcinek: „DJ Young Slade & Flips Audio Headphones Review” (sezon 3, odcinek 19) |
| 2014  | Tu día alegre                   | Ona sama            | Odcinek: „Gabriel Valenzuela y Río Roma” (odcinek 1)                            |
| 2014  | Pitbull's New Year’s Revolution | Ona sama            |                                                                                 |
| 2015  | Austin i Ally                   | Ona sama            | Odcinek: „Dancers & Ditzes” (sezon 4, odcinek 10)                               |
| 2015- | Imperium                        | Valentina Galindo   | Rola drugoplanowa                                                               |
| 2017  | Power Rangers                   | Trini/Yellow Ranger |                                                                                 |
| 2018  | A-X-L                           | Sara Reyes          |                                                                                 |
| 2022  | Good Mourning                   | Apple               |                                                                                 |

## Dyskografia
- Play It Again (2013)
- Mala Santa (2019) – złota płyta w Polsce[4]

| Rok  | Kategoria                                  | Nominacja | Wyniki    |
| ---- | ------------------------------------------ | --------- | --------- |
| 2015 | Artist of the Year                         | Becky G   | Nominacja |
| 2017 | Hot Latin Songs Artist of the Year, Female | Becky G   | Nominacja |
| 2018 | Hot Latin Songs Artist of the Year, Female | Becky G   | Nominacja |
| 2019 | Hot Latin Songs Artist of the Year, Female | Becky G   | Nominacja |

| Rok  | Kategoria                          | Nominacja                                               | Wyniki     |
| ---- | ---------------------------------- | ------------------------------------------------------- | ---------- |
| 2016 | Favorite Pop/Rock Female Artist    | Becky G                                                 | Wygrana    |
| 2018 | Favorite Female Artist of the Year | Becky G                                                 | Wygrana    |
| 2018 | Favorite Urban Song                | „Mayores” (ft. Bad Bunny)                               | Wygrana    |
| 2018 | Song of the Year                   | „Mayores” (ft. Bad Bunny)                               | Nominacja  |
| 2019 | Favorite Female Artist             | Becky G                                                 | Wygrana    |
| 2019 | Favorite Pop Song                  | „Lost in the Middle of Nowhere (Remix)” with Kane Brown | Nominacja  |
| 2019 | Favorite Video                     | „La Respuesta” (featuring Maluma)                       | Nominacja  |
| 2019 | Extraordinary Evolution Award      | Becky G                                                 | Nagrodzona |

| Rok  | Kategoria           | Nominacja | Wyniki    |
| ---- | ------------------- | --------- | --------- |
| 2013 | Revelation Young    | Becky G   | Nominacja |
| 2015 | Mi Artista Pop/Rock | Becky G   | Nominacja |
| 2015 | Favorite Hit        | „Shower”  | Wygrana   |
| 2016 | Mi Artista Pop/Rock | Becky G   | Wygrana   |
| 2016 | Mi Tuitero Favorito | Becky G   | Nominacja |
| 2016 | Best Style          | Becky G   | Wygrana   |
| 2017 | Best Fashionista    | Becky G   | Nominacja |

| Rok  | Kategoria                       | Nominacja         | Wyniki    |
| ---- | ------------------------------- | ----------------- | --------- |
| 2015 | Pop Female Artist of the Year   | Becky G           | Nominacja |
| 2019 | Female Urban Artist of the Year | Becky G           | Nominacja |
| 2019 | Urban Song of the Year          | „Sin Pijama”      | Nominacja |
| 2019 | Urban Song of the Year          | „Dura (Remix)”    | Nominacja |
| 2019 | Remix of the Year               | „Dura (Remix)”    | Nominacja |
| 2019 | Urban Collaboration of the Year | „Mi Mala (Remix)” | Nominacja |
| 2019 | Urban Collaboration of the Year | „Sin Pijama”      | Wygrana   |

| Rok  | Kategoria                  | Nominacja       | Wyniki    |
| ---- | -------------------------- | --------------- | --------- |
| 2014 | Best New Artist            | Becky G         | Wygrana   |
| 2014 | Artist with the Best Style | Becky G         | Nominacja |
| 2015 | Catchiest New Song         | „Shower”        | Wygrana   |
| 2015 | Artist with the Best Style | Becky G         | Wygrana   |
| 2016 | Artist with the Best Style | Becky G         | Wygrana   |
| 2016 | Best Song To Dance To      | „Break a Sweat” | Nominacja |

| Rok  | Kategoria                        | Nominacja       | Wyniki    |
| ---- | -------------------------------- | --------------- | --------- |
| 2014 | Choice Summer Music Star: Female | Becky G         | Nominacja |
| 2014 | Choice Music: Breakout Artist    | Becky G         | Nominacja |
| 2016 | Choice Music: Party Song         | „Break a Sweat” | Nominacja |
| 2016 | Choice TV: Scene Stealer         | Empire          | Nominacja |
| 2016 | Choice Style: Female             | Becky G         | Nominacja |
| 2017 | Choice Sci-Fi Movie Actress      | Power Rangers   | Nominacja |
| 2018 | Choice Latin Artist              | Becky G         | Nominacja |

| Rok  | Kategoria                     | Nominacja        | Wyniki    |
| ---- | ----------------------------- | ---------------- | --------- |
| 2019 | Best Urban/Trap Song or Album | „Cuando Te Besé” | Nominacja |
| 2019 | Best Collaboration            | „Cuando Te Besé” | Nominacja |
| 2019 | Best Urban/Trap Collaboration | „Cuando Te Besé” | Wygrana   |